# 桑斯主教座堂

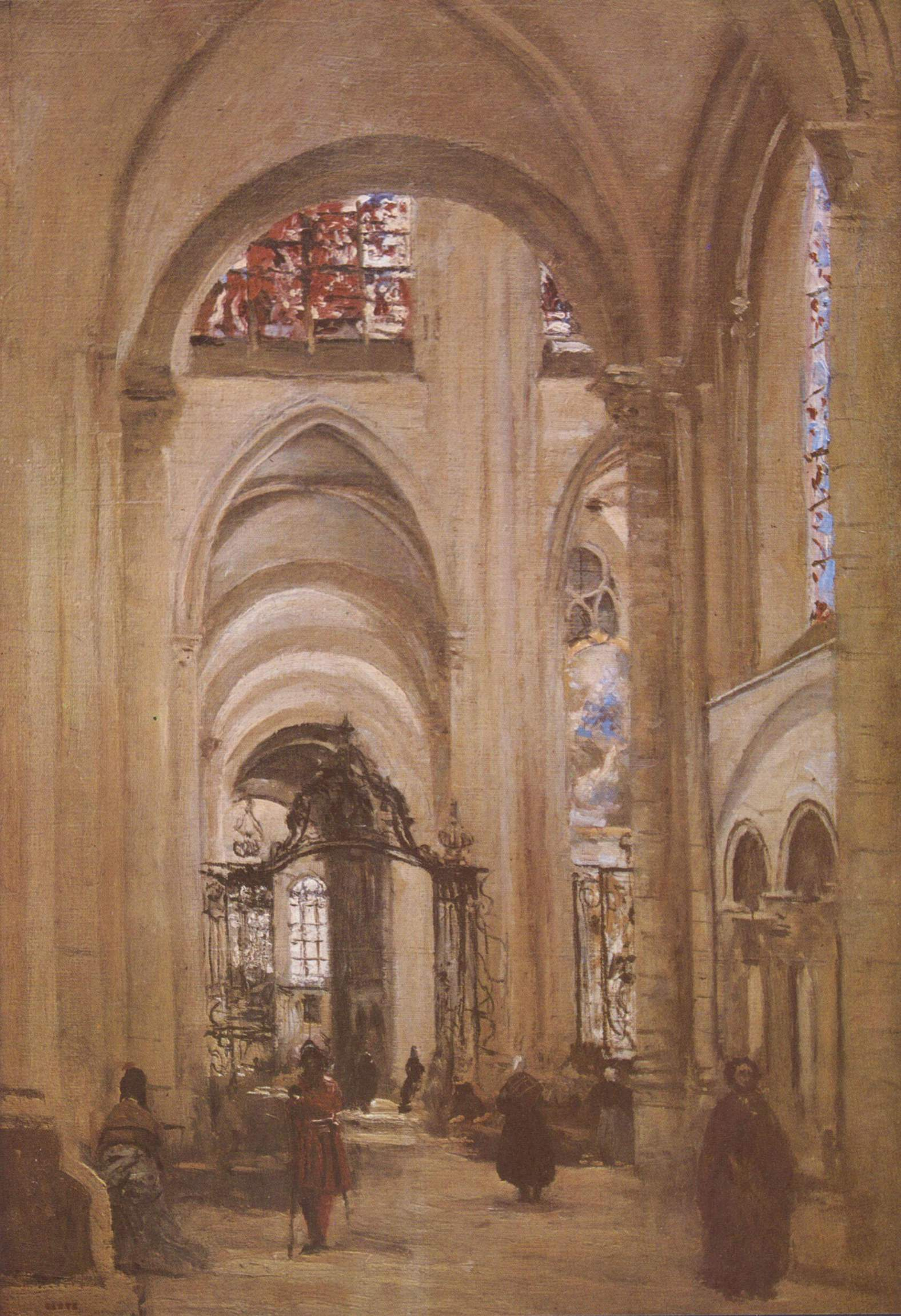
内部

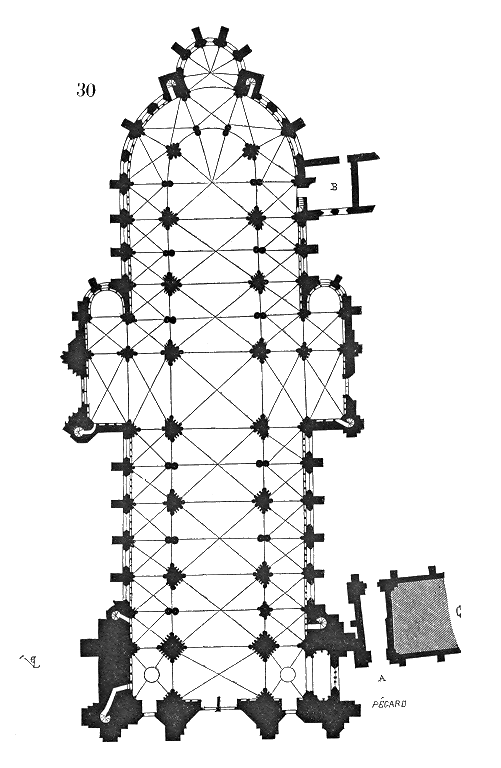
平面图

桑斯主教座堂（Cathédrale Saint-Étienne de Sens）是天主教桑斯总教区的主教座堂，位于勃艮第大区的桑斯，是法国最早的哥特式建筑之一，始建于1140年，完成于16世纪初。

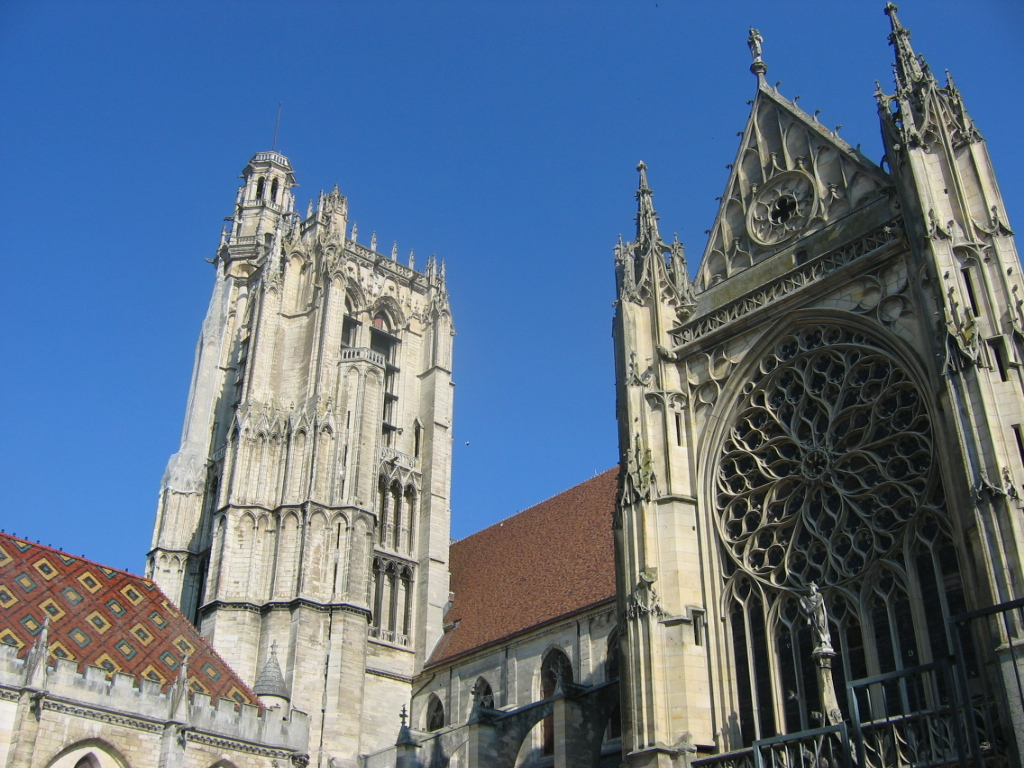
南门

这座教堂的坚固胜过美丽的装饰。1234年，路易九世在此与普罗旺斯的玛格丽特举行婚礼。路易十五之子路易皇太子（1729-1765）夫妇曾安葬于此，但坟墓在法国大革命期间被毁坏。
桑斯主教座堂的宝物有查理曼赠送的真十字架残片，和托马斯·贝克特的圣衣，均收藏在博物馆内。